# Kesteven 75
Kesteven 75, abreviado como Kes 75 y llamado también SNR G029.7-00.3, G29.7-0.3 y 4C -03.70, es un resto de supernova situado en la constelación de Aquila.

## Morfología
Kesteven 75 es un resto de supernova de morfología compuesta.
En banda de radio, muestra una cáscara o caparazón parcial de unos 90 segundos de arco de radio, con una nebulosa central de aproximadamente 25 × 35 segundos de arco. La ausencia completa de emisión en la parte este indica un fuerte gradiente de densidad del medio interestelar donde Kesteven 75 se expande.
Se ha observado que el componente central tiene un espectro de radio plano con una sustancial polarización, lo que es característico de una nebulosa de viento de púlsar o plerión.
La velocidad de expansión de este plerión es de 1000 km/s aproximadamente.
Observaciones de rayos X con los observatorios ASCA y Chandra también muestran la naturaleza compuesta de Kesteven 75, siendo su morfología muy parecida a la de radiofrecuencias. La emisión desde la cáscara de Kesteven 75 se concentra principalmente en dos regiones, al sureste y al suroeste. Asimismo, se ha identificado una estructura de «jet»-toro, habitual en pleriones jóvenes.
De acuerdo a ciertas observaciones de Chandra, los espectros de la cáscara pueden explicarse por un modelo térmico de dos temperaturas, posiblemente asociadas por una parte al material impactado, y por otra al material eyectado que ha sufrido un segundo impacto por el choque inverso.
La emisión en el infrarrojo que procede de la cáscara está espacialmente correlacionada con la de rayos X, lo que sugiere que las partículas de polvo se calientan por la colisión del gas previamente calentado por los rayos X. Este polvo alcanza una temperatura de 140 K debido al choque con un plasma caliente y relativamente denso.
Kesteven 75 también ha sido detectado en la región de rayos gamma entre 20 y 200 keV con el observatorio espacial INTEGRAL, y entre 0,3 y 5 TeV con el sistema de telescopios H.E.S.S.

## Progenitor
A partir de la alta velocidad de las eyecciones y de la baja densidad que implicaba la distancia estimada inicialmente (mucho mayor que la aceptada actualmente), se ha sugerido que Kesteven 75 proviene de una explosión de supernova de tipo Ib/c.
Sin embargo, posteriores estudios han propuesto que probablemente Kesteven 75 es el resultado de una supernova de tipo IIP, más habitual, en donde el plerión se expande en una burbuja asimétrica de níquel.
Se piensa que la estrella progenitora tenía una masa entre 8 y 12 masas solares.

## Remanente estelar
Kesteven 75 alberga en su interior el púlsar de rayos X PSR J1846−025, descubierto en 2000, que es quien proporciona energía al plerión.
Es un remanente estelar sumamente energético (E = 8,3 × 1036 erg/s) cuyo período de rotación es de 325 ms.
En 2006 se detectó que este púlsar se encontraba en un estado «activo» o «fulgurante», lo que supuso cambios en su espectro, así como en la morfología del plerión asociado; catorce años después se advirtió de nuevo actividad en PSR J1846−025. No obstante, las propiedades energéticas y espectrales de este púlsar lo distinguen firmemente de un magnetar. Su campo magnético inferido (Bs = 4.9 × 1013 G) es el más grande entre este tipo de objetos, y probablemente sea responsable de los intervalos de actividad descubiertos, lo que sugiere una transición a un estado de magnetar.

## Distancia y edad
Aunque históricamente las estimaciones de la distancia a la que se encuentra Kesteven 75 han variado significativamente entre 5000 y 21 000 pársecs, análisis recientes basados en observaciones de H I sitúan a este resto de supernova a 5800 ± 500 pársecs de la Tierra.
Por otra parte, Kesteven 75 es un resto de supernova muy joven, con una edad inferior a 840 años.
El estudio de la expansión del plerión a lo largo de 10 años ha permitido acotar la edad de este remanente a 480 ± 50 años. En consecuencia, Kesteven 75 contiene el plerión más joven de nuestra galaxia.